# Itati
Itati est une ville brésilienne de la mésorégion métropolitaine de Porto Alegre, capitale de l'État du Rio Grande do Sul, faisant partie de la microrégion d'Osório et située à 161 km au nord-est de Porto Alegre. Elle se situe à une latitude de 29° 29′ 22″ sud et à une longitude de 50° 06′ 20″ ouest, à 300 m d'altitude. Sa population était estimée à 2 677 en 2007, pour une superficie de 201 km2. L'accès s'y fait par les BR-101, RS-417 et RS-486.
L'origine la plus probable du nom d'Itati serait les mots tupi-guaranis Itá ("pierre") et Tim ("grande quantité").
Les premiers habitants européens du lieu furent des Allemands dont les descendants eurent à souffrir - durant la Seconde Guerre mondiale - des nombreuses restrictions culturelles et politiques qui pesaient sur les Brésiliens issus d'ancêtres des pays de l'Axe (Allemands, Italiens et Japonais). La situation fut la même dans tout le pays, mais il semblerait qu'elle fut plus tracassière dans la région. Ceci pour éviter l'action d'une éventuelle "cinquième colonne" qui aurait pu agir contre les Alliés depuis le Brésil.

## Villes voisines
- São Francisco de Paula
- Três Forquilhas
- Terra de Areia
- Maquiné